# Collio Goriziano Tocai Friulano
Le Collio Goriziano Tocai Friulano (ou Collio Tocai Friulano) est un vin blanc italien de la région Frioul-Vénétie Julienne doté d'une appellation DOC depuis le 3 novembre 1989. Seuls ont droit à la DOC les vins récoltés à l'intérieur de l'aire de production définie par le décret. Les vignobles autorisés se situent dans la province de Gorizia dans les communes et hameaux de Brazzano, Capriva del Friuli, Cormons - Plessiva, Dolegna del Collio, Farra d'Isonzo, Lucinico, Mossa, Oslavia, Ruttars et San Floriano del Collio.
Le Collio Goriziano Tocai Friulano répond à un cahier des charges moins exigeant que le Collio Goriziano Tocai Friulano riserva, essentiellement en relation avec le vieillissement.

## Caractéristiques organoleptiques
- couleur : jaune paille tendant vers un jaune citron.
- odeur : délicat, agréable, légèrement parfumé
- saveur : sec, plein, harmonique, légèrement amer (amarognolo)

Le Collio Goriziano Tocai Friulano se déguste à une température comprise entre 8 et 10 °C. Il se gardera 2 - 4 ans.

## Production
Province, saison, volume en hectolitres :
- Gorizia (1990/91) 17083,46
- Gorizia (1991/92) 16761,02
- Gorizia (1992/93) 20647,52
- Gorizia (1993/94) 15373,01
- Gorizia (1994/95) 15795,35
- Gorizia (1995/96) 12490,0
- Gorizia (1996/97) 14954,24